# Walther John
Walther John, mitunter auch Walter John (* 4. Mai 1893 in Köslin; † 25. August 1971 in Göttingen) war ein deutscher Lehrer und Klassischer Philologe.

## Leben
Nach Schulbesuch in seiner Heimatstadt Köslin studierte John ab 1912 Klassische Philologie und Germanistik in Halle, ab 1914 in Berlin. Von 1915 bis 1918 leistete er Kriegsdienst in der Militärverwaltung an der Ostfront, ab 1916 in der Militärregierung von Kurland. 1919 nahm er in Greifswald sein Studium wieder auf und legte 1920 das Erste Staatsexamen für das Lehramt ab, nach dem Seminarjahr am Gymnasium Köslin 1921 das Zweite Staatsexamen. 1922 wurde er in Greifswald bei Johannes Mewaldt mit einer Arbeit über Thukydides promoviert. Eine Zeit lang war er Assistent beim Archäologen Erich Pernice in Greifswald und hielt Sprachkurse in Latein und Griechisch ab, wechselte aber 1925 in den Schuldienst zunächst in Treptow an der Rega,  ab 1927 in Köslin, wo er 1929 Studienrat wurde. 1935 ging John als Direktor (bis 1945) an das spätere Max-Planck-Gymnasium in Göttingen. 1958 wurde er pensioniert.

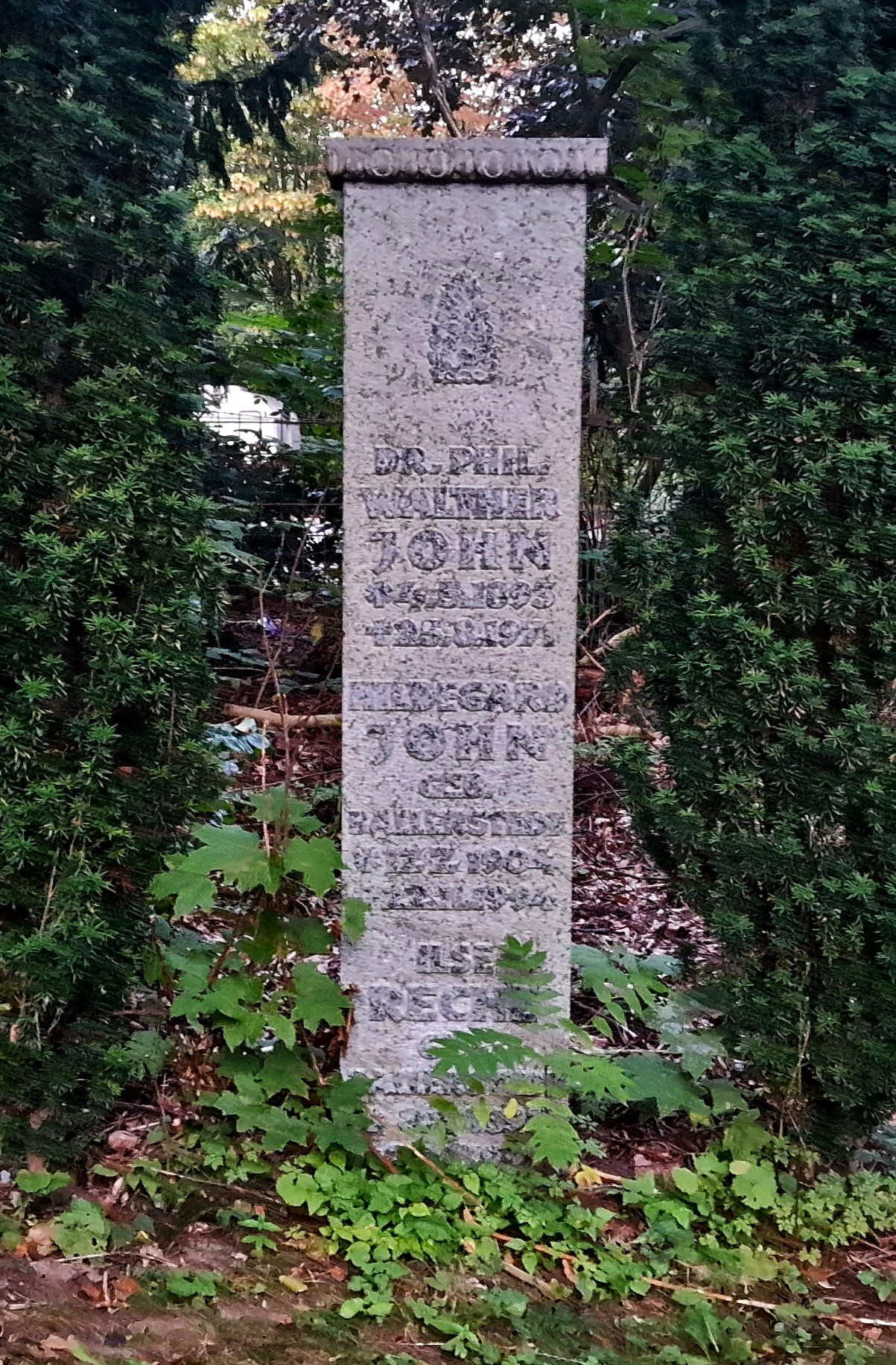
Grabstein Walther John auf dem Stadtfriedhof Göttingen

John beschäftigte sich wissenschaftlich unter anderem mit der antiken Medizin (Galen), dem spätantiken Dichter Ausonius, den Annalen des Tacitus und der Germanienpolitik in augusteischer Zeit. Er verfasste mehrere Arbeiten über Publius Quinctilius Varus, darunter einen umfangreichen Artikel für Paulys Realencyclopädie der classischen Altertumswissenschaft. Seit 1958 war er Mitherausgeber Konrat Zieglers für dieses Nachschlagewerk; allerdings erschienen nur zwei Bände, die John mitbetreute, bevor eine Krankheit weitere Arbeit verhinderte.

## Schriften
- De veterum rhetorum studiis Thucydideis quaestiones selectae. Poettckianus, Gryphiae 1922.
- (Übers. und Hrsg.): Mosella. Das Mosellied des Ausonius. Paulinus-Druckerei, Trier 1932.
- (Übers. und Hrsg.): Galēnu Protreptikos ep iatrikēn. Galens Werbeschrift: Studiert Medizin! Hubert, Göttingen 1936 (Beilage zu: Staatliches Gymnasium zu Göttingen: Festschrift zur 350-Jahr-Feier).
- Die Örtlichkeit der Varusschlacht bei Tacitus. Eine Quellenuntersuchung.  Musterschmidt, Göttingen 1950.
- P. Quinctilius Varus. In: Paulys Realencyclopädie der classischen Altertumswissenschaft (RE). Band XXIV, Stuttgart 1963, Sp. 907–984. (auch separat erschienen)